# Optisch-mechanische Werkstatt „Oscar Richter“

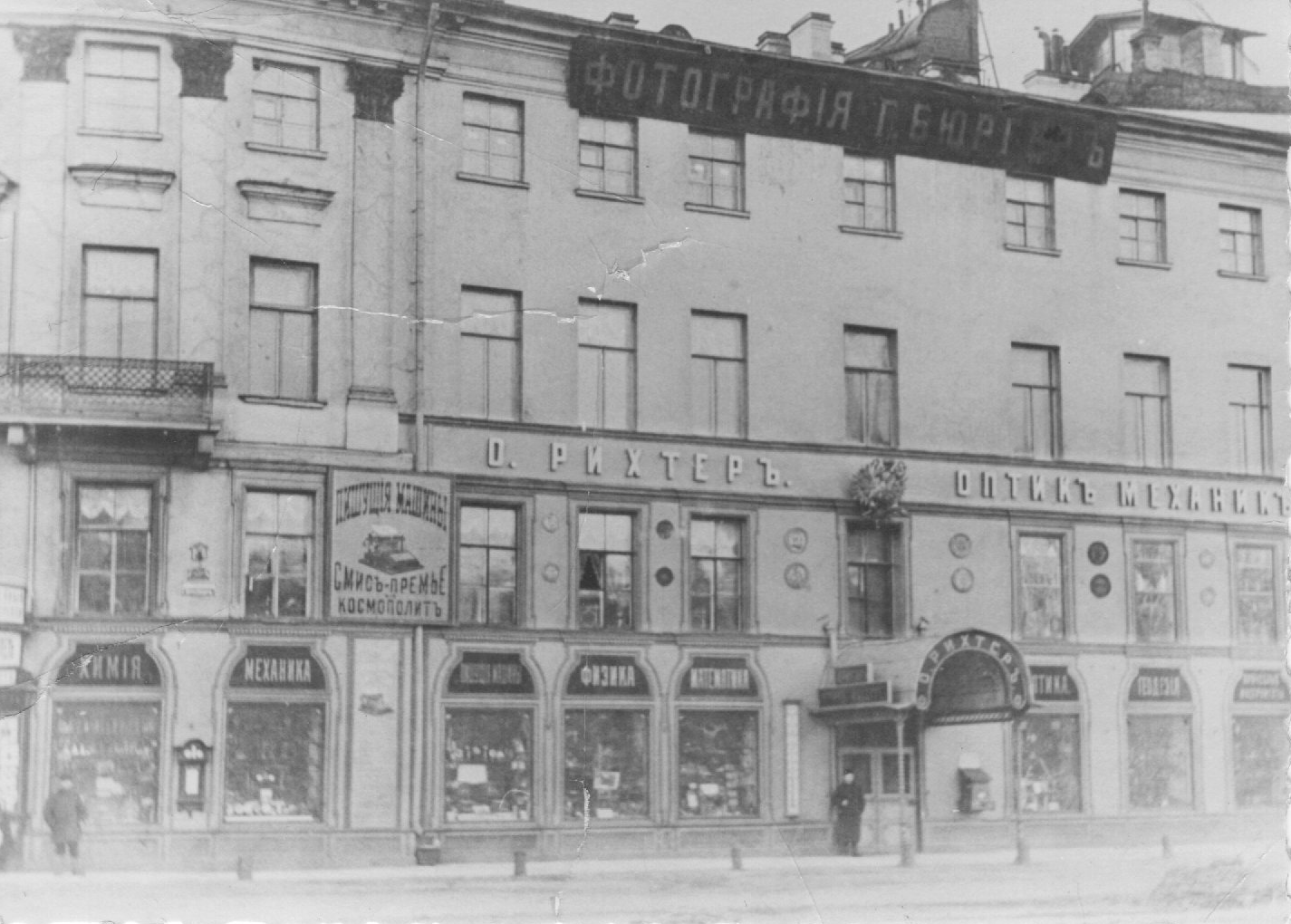
Firma О.Рихтеръ (O.Richter) am Newski-Prospekt

Die Optisch-mechanische Werkstatt „Oscar Richter“ (Оптико-механическая мастерская "Оскар Рихтеръ" Санкт-Петербург) war 1850–1918 eine von deutschen Unternehmern betriebene Firma in Sankt Petersburg. Sie produzierte aus in Russland und im europäischen Ausland eingekauftem Material optische, mechanische, sonstige physikalische, meteorologische und mathematische Instrumente für den Verkauf in ihrem geräumigen Ladengeschäft in zentraler Lage in Sankt Petersburg.

## Geschichte
1850 wurde in St. Petersburg von dem sächsischen Kaufmann Oscar Bernhard Richter (* 15. April 1823 in Saalfeld; † 17. Januar 1905 in Blasewitz bei Dresden, Vorname mitunter auch mit k geschrieben: Oskar Richter) ein Unternehmen gegründet, das vielfältige physikalische Instrumente herstellte. Es befand sich an der Ecke Admiralitätsplatz−Newski-Prospekt, Haus Gref, 4/1. 1870 beschäftigte das Unternehmen 20 Arbeiter und seine Jahresproduktion betrug 80.000 Rubel, 1882 beschäftigte die Firma 65 Arbeiter, die Jahresproduktion erreichte 250.000 Rubel.
1883 wurde die Firma in ein Handelshaus auf der Grundlage der Rechte einer offenen Handelsgesellschaft umgewandelt. Eigentümer dieser Firma waren Oscar Bernhard Richter und Ewald-Emilius Hartmann (1837–?). Als Oscar in den Ruhestand ging, wurde sein Sohn Emil Richard Richter (1868–1922) zum Mitinhaber der Firma, die noch bis 1918 bestand.

## Innovationen
Im Jahr 1870 nahm das Unternehmen erstmalig an der Allrussischen Manufakturausstellung in St. Petersburg teil, stellte eine dynamo-elektrische Maschine, das System Ledda und eine elektrische Maschine von Goltz aus und wurde am Ende der Ausstellung mit einer Bronzemedaille ausgezeichnet. Die nächste Ausstellung, an der die Firma teilnahm, war die Polytechnische Ausstellung 1872 in Moskau, für deren Ergebnisse O. Richter mit der Großen Goldmedaille „für vorgestellte Geräte auf allen Gebieten der angewandten Physik“ ausgezeichnet wurde.
Ein großer Erfolg war auch die Teilnahme der Firma an der Allrussischen Industrie- und Handwerksausstellung 1882 in Moskau. Ausgestellt wurden verschiedene physikalische und mechanische Instrumente und Werkzeuge, darunter eine Zentrifugalmaschine, eine Luftpumpe, eine Sonnenuhr und Zauberlaternen.
In Nischni Nowgorod nahm das Handelshaus an der Allrussischen Industrie- und Handwerksausstellung 1896 teil. Nach den Ergebnissen der Ausstellung wurde das Handelshaus Fa. Oscar Richter mit einer Goldmedaille „Für physikalische Apparate und Zauberlaternen und für die Ausführung neuer physikalischer Apparate nach Anweisung der Lehrer“ ausgezeichnet.

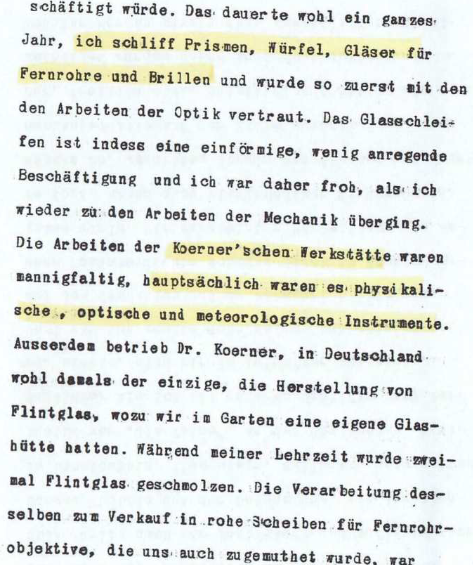
Erwähnung seines Lehrmeisters Dr. Körner in Richters Autobiografie

## Firmengründer Oscar Bernhard Richter
Seine Berufsausbildung erhielt (siehe nebenstehende Abbildung) Oscar Richter beim Jenaer Hof- und Universitätsmechaniker Friedrich Körner (1778–1847), der zuvor auch Lehrmeister von Carl Zeiß gewesen war.
„Aus einfachen Verhältnissen kommend hat er durch Fleiß und Beharrlichkeit eine umfassende Bildung in seinem Fach Mechanik und Optik erworben. Und dies nicht nur im damaligen Deutschland, sondern ebenso bei den klügsten und fortschrittlichsten Meistern in Paris, Prag, Wien und London. Weitblickend wie er war lernte er systematisch und jede Gelegenheit der Sprachanwendung nutzend vor allem Französisch. In seiner St.Petersburger Zeit waren diese Kenntnisse entscheidend für seinen geschäftlichen Erfolg, denn der Bau der russischen Eisenbahnlinien zwischen St.Petersburg - Warschau, Wilna - Eydtkuhnen und Moskau - Nischni Nowgorod - Kasan wurde vornehmlich von französischen Ingenieuren realisiert, die vertrauensvoll alle optisch-mechanischen Geräte bei Richter bestellten und kauften.“

### Aus Richters Leben in St. Petersburg
Im März 1851 schrieb Richter in einem Brief an Kreis-Gerichts Assessor August Opitz im Herzogthum Sachsen-Meinigen: „Öffentliches Leben ist hier viel weniger als in Deutschland, man muss sich daher mehr an Privatzirkel halten. An Gastfreundschaft übertrifft der Russe alle Nationen; es ist hier sehr leicht, in vielen Familien Zutritt zu haben, und es herrscht in solchen Familienzirkeln ein angenehmer, ungenierter und nicht so gezwungener Ton wie in Deutschland. [...] Die Theater der Stadt sind immer sehr besucht; das Größte davon ist die Italienische Oper [...]. Außerdem ist hier ein Theater, in dem nur russisch gespielt wird, und eines, in dem abwechselnd an einem Abend französisch, am anderen deutsch gespielt wird. Die französischen Schauspieler sind ausgezeichnet, die deutschen mittelmäßig, da die deutsche Sprache bei den Russen keinen großen Kredit hat, daher auch weniger für dieses Theater verwendet wird.“

### Vermögen und Wohltätigkeit
Der durch sein Unternehmen zu ansehnlichem Vermögen gekommene Firmengründer Oscar Richter erwarb 1878 die Villa Elbheim Johannstraße 1 in Blasewitz (heute Regerstraße 1 in Dresden) und wohnte von nun an dort. In Blasewitz investierte er bemerkenswerte Beträge als Mäzen. So finanzierten er und seine Frau im Zuge der Errichtung eines evangelischen Gotteshauses in ihrem Wohnort Grundstücke und Inventar für die Heilig-Geist-Kirche Blasewitz (heute Dresden-Blasewitz).

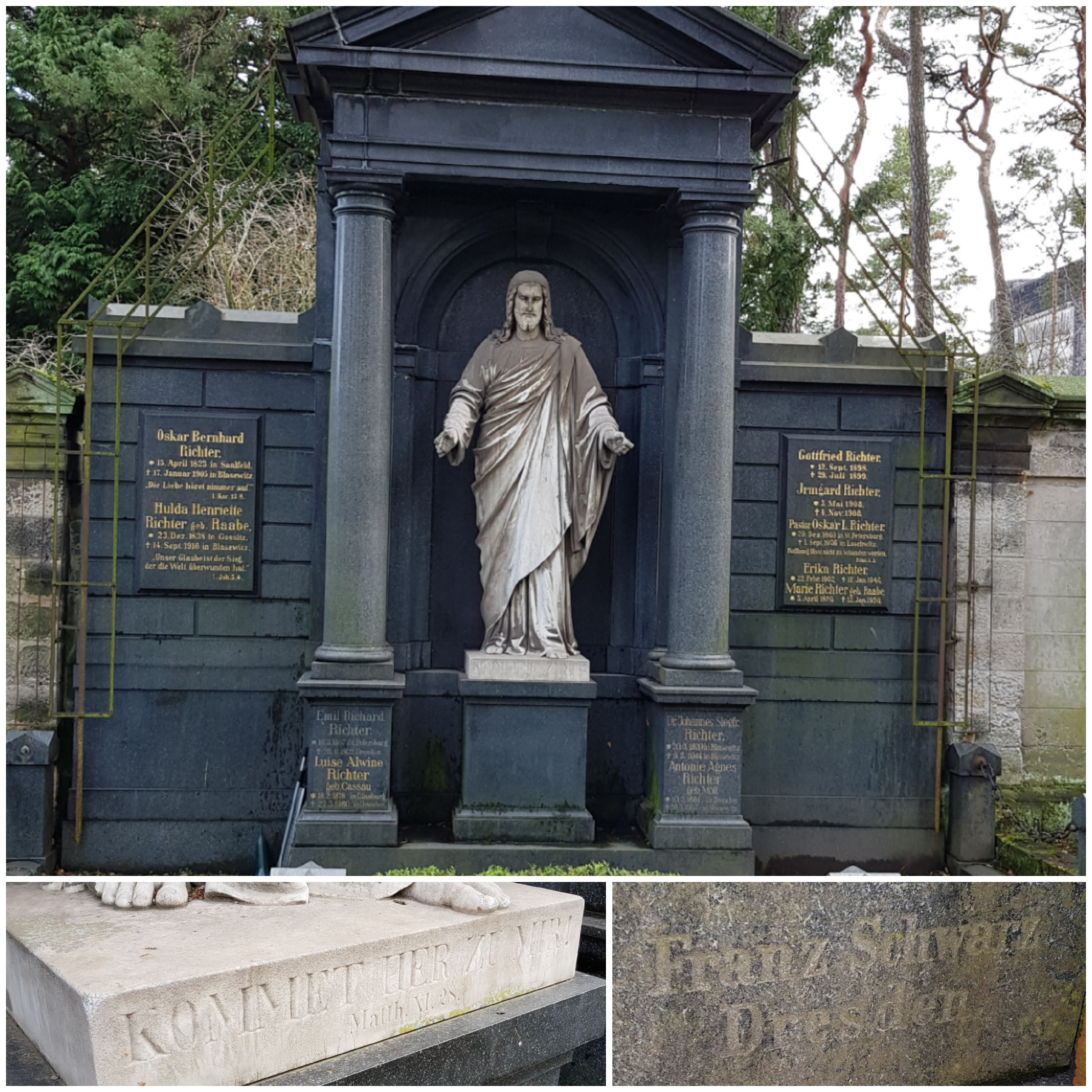
Familiengrabstätte Richter mit Jesusstatue von Franz Schwarz auf dem Tolkewitzer Johannisfriedhof (unmittelbar links neben dem Grab der Familie Königsheim)

### Familie
Die Einbandforscherin Ilse Schunke war eine Enkeltochter Richters.
Oscar Richters Familiengrabstätte befindet sich auf dem Johannisfriedhof in Dresden.